# Meaghan Jette Martin
Meaghan Jette Martin, född 17 februari 1992 i Las Vegas, Nevada, är en amerikansk skådespelerska och sångerska, mest känd för sina roller som Bianca Stratford i TV-serien 10 Things I Hate About You och Tess Tyler i Disney Channel-filmen Camp Rock. Hon har även spelat in musikvideon "When You Wish Upon a Star" till filmen Pinocchio.
Dessutom har hon spelat rollen som Johanna "Jo" Mitchell i TV-filmen Mean Girls 2.

## Filmografi
- 2007 – The Suite Life of Zack and Cody (TV-serie) (Stacie)
- 2007 – Just Jordan (TV-serie) (Ashley)
- 2007 – Close to Home (TV-serie) (Candy)
- 2008 – Jonas Brothers: Living the Dream (TV-serie) (sig själv)
- 2008 – Jonas Brothers: Band in a Bus (TV-serie) (sig själv)
- 2008 – Disney Channel's 3 Minute Game Show (TV-serie) (värd)
- 2008 – Camp Rock (Tess Tyler)
- 2008 – House (TV-serie) (Sarah)
- 2009 – 10 Things I Hate About You (TV-serie) (Bianca Stratford)[1]
- 2009 – Camp Rock 2: The Final Jam (Tess Tyler)
- 2011 – Mean Girls 2 (Johanna "Jo" Mitchell)